# Ultramega OK
Ultramega OK é o álbum de estreia da banda estadunidense Soundgarden, lançado em 1988.
Em 1990, o disco foi nomeado para os Grammy Awards, na categoria Best Metal Performance.

## Faixas
1. "Flower" (Kim Thayil, Chris Cornell) – 3:25
2. "All Your Lies" (Thayil, Hiro Yamamoto, Cornell) – 3:51
3. "665" (Yamamoto, Cornell) – 1:37
4. "Beyond the Wheel" (Cornell) – 4:20
5. "667" (Yamamoto, Cornell) – 0:56
6. "Mood for Trouble" (Cornell) – 4:21
7. "Circle of Power" (Thayil, Yamamoto) – 2:05
8. "He Didn't" (Matt Cameron, Cornell) – 2:47
9. "Smokestack Lightning" (Howlin' Wolf) – 5:07
10. "Nazi Driver" (Yamamoto, Cornell) – 3:52
11. "Head Injury" (Cornell) – 2:22
12. "Incessant Mace" (Thayil, Cornell) – 6:22
13. "One Minute of Silence" (John Lennon) – 1:00

## Créditos
- Chris Cornell - vocal
- Hiro Yamamoto - baixo, vocal (Circle of Power)
- Matt Cameron - bateria
- Kim Thayil - guitarra